# أنابيل (ممثلة)
أنابيل (بالفرنسية: Annabelle)‏ هي مغنية وممثلة فرنسية، ولدت في 26 يوليو 1967 بباريس في فرنسا.

## وصلات خارجية
- أنابيل على موقع IMDb (الإنجليزية)
- أنابيل على موقع ألو سيني (الفرنسية)
- أنابيل على موقع ميوزك برينز (الإنجليزية)
- أنابيل على موقع ديسكوغز (الإنجليزية)
- أنابيل على موقع كينوبويسك (الروسية)